# Тепловая энергетика России
Тепловая энергетика России — отрасль российской энергетики, обеспечивающая энергоснабжение электроэнергией и теплом при помощи тепловых электростанций (ТЭС) и котельных, работающих на органическом топливе. По состоянию на 1 января 2024 года, в Единой энергосистеме России эксплуатировались тепловые электростанции общей установленной мощностью 163 712 МВт, что составляет 65,98 % от общей мощности электростанций ЕЭС России. В 2018 году тепловые электростанции России (с учетом электростанций промышленных предприятий) выработали 692,7 млрд кВт·ч электроэнергии, что составляет 63,5 % всей выработки электроэнергии в стране.

## Тепловые электростанции России
По состоянию на 1 января 2020 года, большинство тепловых электростанций эксплуатируется в объединённой энергосистеме (ОЭС) Урала — 50 ГВт. В ОЭС Центра работают ТЭС общей мощностью 37 ГВт, в ОЭС Сибири — 26,5 ГВт, в ОЭС Средней Волги — 16,3 ГВт, в ОЭС Северо-Запада — 15,7 ГВт, в ОЭС Юга — 13 ГВт и в ОЭС Востока — 6 ГВт. Тепловые электростанции составляют основу изолированных от единой энергосистемы энергорайонов Сахалинской области, Камчатского края и Чукотского АО (за исключением Чаун-Билибинского энергоузла), а также зон децентрализованного энергоснабжения.
Крупнейшие тепловые электростанции России:
| №  | Название ТЭС         | Установленная мощность, МВт | топливо                                    | Годы ввода агрегатов | Собственник   | Регион                |
| -- | -------------------- | --------------------------- | ------------------------------------------ | -------------------- | ------------- | --------------------- |
| 1  | Сургутская ГРЭС-2    | 5687,1                      | попутный нефтяной газ, природный газ       | 1985—2011            | Юнипро        | Ханты-Мансийский АО   |
| 2  | Рефтинская ГРЭС      | 3800                        | каменный уголь                             | 1970—1980            | Кузбассэнерго | Свердловская область  |
| 3  | Костромская ГРЭС     | 3720                        | природный газ                              | 1969—1980            | Интер РАО     | Костромская область   |
| 4  | Пермская ГРЭС        | 3393                        | природный газ                              | 1986—2017            | Интер РАО     | Пермский край         |
| 5  | Сургутская ГРЭС-1    | 3333                        | попутный нефтяной газ, природный газ       | 1972—1983            | ОГК-2         | Ханты-Мансийский АО   |
| 6  | Рязанская ГРЭС       | 3020                        | бурый уголь, каменный уголь, природный газ | 1973—2016            | Интер РАО     | Рязанская область     |
| 7  | Киришская ГРЭС       | 2595                        | природный газ                              | 1969—2012            | ОГК-2         | Ленинградская область |
| 8  | Конаковская ГРЭС     | 2520                        | природный газ                              | 1964—1968            | Энел Россия   | Тверская область      |
| 9  | Ириклинская ГРЭС     | 2460                        | природный газ                              | 1970—1979            | Интер РАО     | Оренбургская область  |
| 10 | Ставропольская ГРЭС  | 2423                        | природный газ                              | 1975—1983            | ОГК-2         | Ставропольский край   |
| 11 | Берёзовская ГРЭС     | 2420                        | бурый уголь                                | 1987—2015            | Юнипро        | Красноярский край     |
| 12 | Новочеркасская ГРЭС  | 2258                        | каменный уголь, природный газ              | 1965—2016            | ОГК-2         | Ростовская область    |
| 13 | Заинская ГРЭС        | 2204,9                      | природный газ                              | 1963—1972            | Татэнерго     | Татарстан             |
| 14 | Нижневартовская ГРЭС | 2031                        | попутный нефтяной газ                      | 1993—2014            | Интер РАО     | Ханты-Мансийский АО   |

## Оборудование
По состоянию на 1 января 2019 года, 79 % мощности тепловых электростанций России представлено электростанциями с паротурбинными установками, 15,5 % — с парогазовыми установками, 4,8 % — с газотурбинными установками, 0,7 % — с установками других типов (дизельные, газопоршневые). Расход условного топлива на выработку электроэнергии по итогам 2018 года составляет 309,8 грамм на кВт.ч

## Теплоснабжение
Помимо электроэнергии, тепловая энергетика обеспечивает снабжение потребителей теплом и горячей водой. В России, в отличие от большинства стран мира, сложилась система преимущественно централизованного теплоснабжения (обеспечивает около 80 % теплоснабжения в стране), обеспечиваемого теплоэлектроцентралями (ТЭЦ) и крупными центральными котельными. По итогам 2016 года, объём производства тепловой энергии составил 1284 млн Гкал, 46,5 % этого объёма было произведено котельными и 45,9 % — ТЭЦ. В стране эксплуатировалось 175,5 тысяч км тепловых сетей (в двухтрубном исчислении), потери тепловой энергии при их передаче конечному потребителю составляют около 10 %.

## Топливообеспечение
Основным топливом российской тепловой энергетики является природный газ. По итогам 2016 года, тепловые электростанции израсходовали 163,5 млрд м³ природного газа (189,9 млн тонн условного топлива). Доля угля значительно меньше — в 2016 году тепловыми электростанциями было израсходовано 109,4 млн тонн угля (66,9 млн тонн условного топлива). Доля нефтяного топлива всех видов незначительна — 3,3 млн тонн (4,5 млн тонн условного топлива), в основном нефтептопливо (топочный мазут) используется в качестве растопочного и резервного топлива, дизельное топливо используется на небольших электростанциях в зонах децентрализованного энергоснабжения. Торф в качестве топлива используют только три электростанции — Кировская ТЭЦ-4, Тверская ТЭЦ-4 и Шарьинская ТЭЦ, доля торфа и прочего топлива составляет около 0,1 %.

## История
Первая тепловая электростанция (и вообще электростанция) в России была введена в эксплуатацию 1873 году. Она работала на Сормовском заводе (Нижний Новгород) и использовалась для освещения. В 1883 году фирма Сименса запускает первую в России электростанцию общего пользования в Санкт-Петербурге, которую в целях экономии средств на аренду земли разместили на деревянной барже, пришвартованной к набережной. Электростанция мощностью 35 кВт обеспечивала освещение Невского проспекта. В 1897 году завершено строительство Московской городской электростанции № 1, вырабатывающей трёхфазный переменный ток. Изначально МГЭС-1 имела мощность 3,7 МВт, но станция постоянно расширялась и к 1916 году ее мощность достигла 57 МВт. После многих реконструкций МГЭС-1 (ныне ГЭС-1 им. Н. Г. Смидовича) работает и по сей день.
Первой районной электростанцией России стала Богородская электростанция (теплоэлектростанция «Электропередача») в Подмосковье, введенная в эксплуатацию в 1913 году. Мощность станции составляла 15 МВт, в качестве топлива использовался торф. Электроэнергия с электростанции поступала в Москву по линии электропередачи длиной более 70 км напряжением 70 кВ, причем станция работала совместно с МГЭС-1, образуя самую крупную в Российской империи энергосистему. Первая в России теплоэлектроцентраль была построена в Твери в 1912 году.
В 1921 году окончательно принимается план ГОЭЛРО, который предусматривал строительство к 1932 году 30 районных электрических станций (20 ТЭС и 10 ГЭС) общей мощностью 1750 МВт. Учитывая, что план разрабатывался в разгар топливного кризиса, особое внимание в плане уделялось использованию местного топлива, в первую очередь низкокачественных углей и торфа. Первыми тепловыми электростанциями, построенными в рамках плана ГОЭЛРО, стали Каширская и Шатурская ГРЭС.
В 1934 году пущен первый турбоагрегат Сталиногорской ГРЭС, а в 1940 году станция достигла мощности 350 МВт, став крупнейшей тепловой электростанцией в СССР и в Европе. Суммарная мощность тепловых электростанций СССР к 1940 году составила 9,6 ГВт из общей мощности 11,2 ГВт.
В 1953 году была построена первая тепловая электростанция на сверхкритических параметрах пара (температура 550°С, давление 170 атм) — Черепетская ГРЭС, достигшая к 1959 году мощности 600 МВт (4х150 МВт). К 1957 году в СССР работало 12 тепловых электростанций мощностью более 400 МВт, было начато строительство ТЭС мощностью более 1000 МВт. Общая мощность тепловых электростанций СССР с 1945 по 1960 год выросла с 9,9 ГВт до 51,9 ГВт, то есть в 5 раз.
С начала 1960-х годов значительно увеличивается единичная мощность турбоагрегатов тепловых электростанций. В 1961 году была изготовлена паровая турбина мощностью 300 МВт (установлена на Черепетской ГРЭС), в 1964 году — двухвальная турбина мощностью 800 МВт (Славянская ГРЭС), в 1970 году — одновальная турбина мощностью 800 МВт. В 1977 году была изготовлена турбина мощностью 1200 МВт для Костромской ГРЭС, которая осталась в единственном экземпляре и до сих пор является крупнейшей турбиной, установленной на тепловых электростанциях России.
С 1970-х годов все большее значение приобретает использование природного газа. В 1985 году вводится в эксплуатацию Сургутская ГРЭС-2, крупнейшая тепловая электростанция СССР и впоследствии России. Проект станции предусматривал строительство восьми блоков мощностью по 800 МВт, таким образом станция должна была достигнуть мощности 6400 МВт и стать крупнейшей тепловой электростанцией в мире. В полном объеме эти планы реализовать не удалось, были построены только шесть блоков.
В 1958-1960 годах на электростанции в Шатске были смонтированы первые советские энергетические газовые турбины мощностью по 12 МВт. В 1970 году была пущена крупнейшая газотурбинная электростанция СССР — Якутская ГРЭС, которая к 1988 году достигла мощности 320 МВт. Но в целом газотурбинные электростанции не получили в СССР большого распространения по причине малой мощности и невысокой эффективности производимых газовых турбин. Проводились работы по созданию более мощных газотурбинных установок. В 1977—1980 году на Электрогорской ГРЭС были введены в эксплуатацию три газотурбинные установки мощностью по 100 МВт, но ввиду низкой эффективности и недоработанности они так и остались опытными образцами.
Проводились в СССР и эксперименты в области парогазовых электростанций. Первая такая опытная установка небольшой мощности испытывалась в Центральной ТЭЦ (Ленинград) в 1960-х годах. Затем были введены в эксплуатацию экспериментальные установки на Невинномысской ГРЭС (200 МВт, 1972 год) и Молдавской ГРЭС (250 МВт, 1980 год). В связи с несовершенством и низкой эффективностью газовых турбин это перспективное направление не получило в советской энергетике развития. Первая современная парогазовая электростанция в России, Северо-Западная ТЭЦ мощностью 450 МВт, была введена в эксплуатацию лишь в 2000 году. 
Для стимулирования строительства новых мощностей в 2000-х годах был создан механизм договоров предоставления мощности (ДПМ), обеспечивающий гарантированную окупаемость строительства новых электростанций. Механизмы стимулирования инвестиций в отрасль позволили активизировать строительство новых электростанций. Всего по программе ДПМ было обновлено около 15 % мощности электроэнергетики, большую часть новых мощностей обеспечили тепловые электростанции. Большинство тепловых электростанций, построенных по программе ДПМ, использовали парогазовую технологию. Крупнейшими построенными ПГУ стали блоки мощностью 800 МВт на Киришской и Пермской ГРЭС. В части угольной генерации таковыми стали 3-й энергоблок Берёзовской ГРЭС (800 МВт) и новый энергоблок Троицкой ГРЭС (660 МВт). Также стоит отметить 9-й энергоблок Новочеркасской ГРЭС мощностью 330 МВт, на котором был установлен первый в России котел с циркулирующим кипящим слоем (ЦКС), позволяющий эффективно и с наименьшими экологическими последствиями сжигать низкокачественное твердое топливо.